# Lysiopetalum insculptum
Lysiopetalum insculptum är en mångfotingart som beskrevs av Ludwig Carl Christian Koch 1867. Lysiopetalum insculptum ingår i släktet Lysiopetalum och familjen Callipodidae. Inga underarter finns listade i Catalogue of Life.